# A Date with Judy
A Date With Judy (Brasil: O Príncipe Encantado / Portugal: A Professora de Rumba) é um filme estadunidense de comédia romântica e musical de 1948, dirigido por Richard Thorpe. Baseado em um programa de rádio transmitido de 1941 a 1950, o elenco principal inclui Wallace Beery, Jane Powell, Elizabeth Taylor e Carmen Miranda.

## Sinopse
Em Santa Bárbara, Califórnia, a adolescente Judy Foster (Jane Powell) e seus amigos estão ensaiando músicas para o baile do ensino médio quando a diretora estudantil do show, Carol Pringle (Elizabeth Taylor), reclama que as músicas, conforme interpretadas, são muito " juvenil." Carol, aluna do último ano da escola e esnobe de renome, demonstra como a música deve ser tocada e dá um sabor mais sedutor à música.
Mais tarde, Carol diz a Judy que o famoso líder da banda Xavier Cugat será o convidado de honra do baile, e pede que ela use seu vestido rosa para a ocasião. Quando Judy descobre que seu namorado, Ogden "Oogie" Pringle (Scotty Beckett), que é irmão de Carol, decidiu não levá-la ao baile, ela fica furiosa e promete romper sua amizade com ele. Abatida, Judy visita Pop's Soda Fountain, onde conhece o belo sobrinho de Pop, Stephen Andrews (Robert Stack). Judy se apaixona instantaneamente pelo Stephen mais velho, e ele concorda em levá-la ao baile como um favor para Pop. No baile, Oogie vê Judy com Stephen e fica com ciúmes. Enquanto Oogie tenta desviar a atenção de Judy de Stephen, Stephen conhece Carol e acredita que encontrou "a garota mais bonita de Santa Bárbara".
Após a dança, Carol tenta ajudar Oogie e Judy a voltarem a ficar juntos, dizendo a Judy que ela convenceu seu pai rico a dar a Judy e Oogie um programa em sua estação de rádio. Enquanto isso, Rosita Conchellas (Carmen Miranda), uma instrutora de dança, se encontra secretamente com o pai de Judy, Melvin (Wallace Beery) para ensinar-lhe a rumba, que ele espera dançar em seu aniversário de casamento. Quando Oogie tenta fazer as pazes com Judy em um jantar organizado por Carol, surge um mal-entendido que o leva a se afastar ainda mais de sua namorada. Judy, no entanto, não mostra sinais de um coração partido e depois diz ao pai que está apaixonada por Stephen e que pretende se casar com ele.
Quando Judy descobre a saia de Rosita presa na porta do armário do escritório de seu pai, ela conclui incorretamente que seu pai está tendo um caso. Determinada a salvar o casamento de seus pais, Judy corre para casa e faz uma bela reforma em sua mãe para torná-la mais atraente para seu pai. Oogie, em sua determinação incansável de se reunir com Judy, tenta fazer uma serenata para ela, mas surge outro mal-entendido e o plano é estragado. Judy fica convencida de que seu pai está planejando deixar sua mãe quando ela e Carol o veem escoltando Rosita até seu carro. Carol e Judy mais tarde acusam Rosita de quebrar a casa de Judy. Rosita não entende a acusação e acredita que estão falando de Cugat, seu noivo. Quando Judy e Carol finalmente percebem seu erro, pedem desculpas a Rosita. Judy então se reconcilia com Oogie depois que ela descobre que Carol está apaixonada por Stephen, e Stephen concorda em retomar seu romance com Carol em alguns anos, quando ela for mais velha.

## Elenco
- Wallace Beery — Melvin R. Foster
- Jane Powell — Judy Foster
- Elizabeth Taylor — Carol Pringle
- Carmen Miranda — Rosita Cochellas
- Xavier Cugat — Ele mesmo
- Robert Stack — Stephen Andrews
- Scotty Beckett — Ogden "Oogie" Pringle

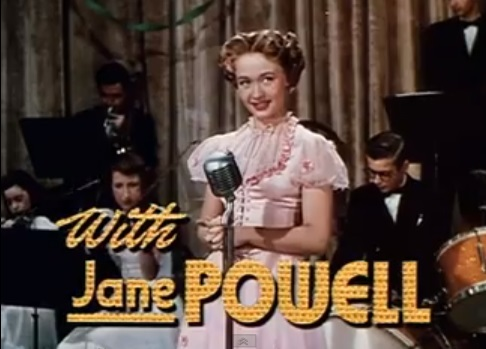
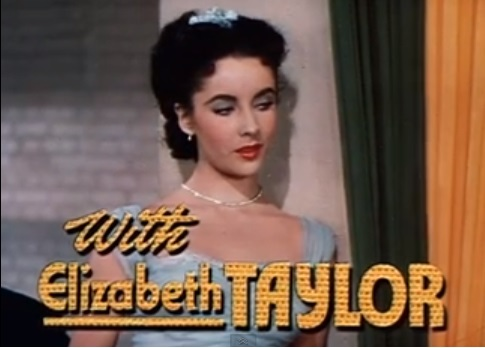
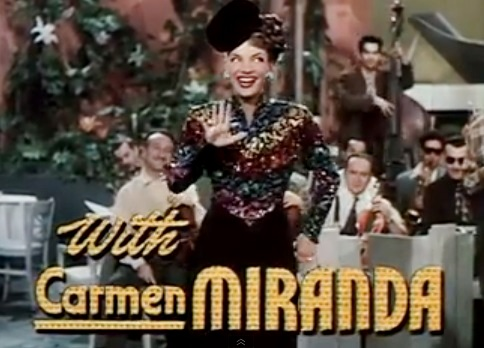
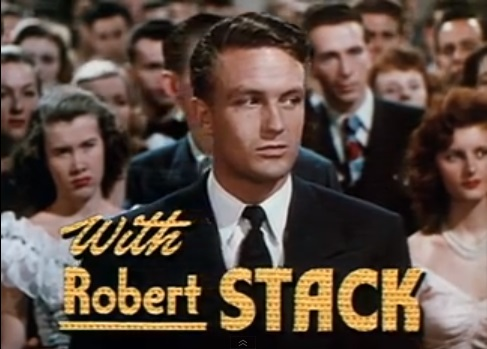
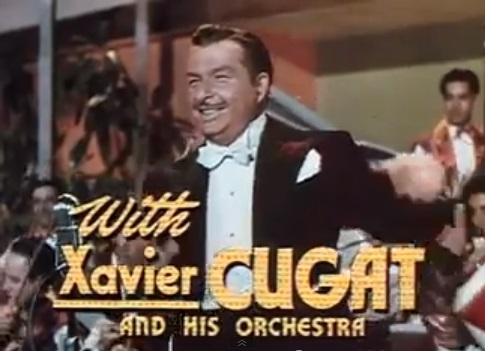

- Selena Royle — Senhora Foster
- Leon Ames — Lucien T. Pringle
- Lloyd Corrigan — "Pop" Sam Scully

## Produção

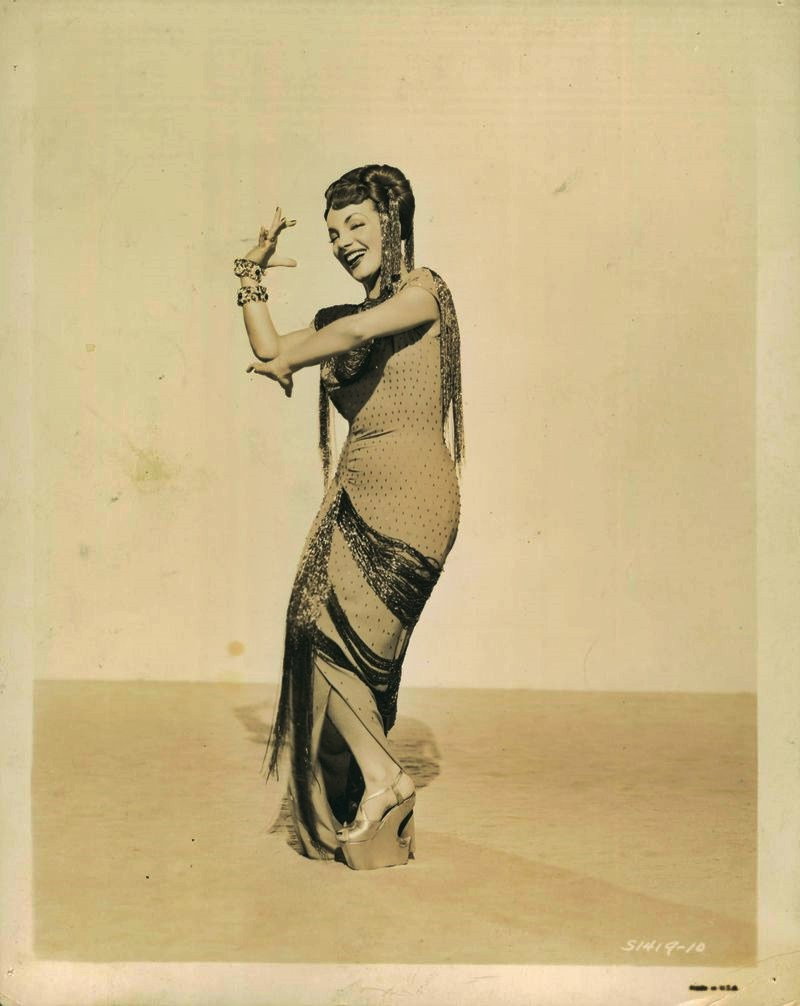
Carmen Miranda no filme.

A Date with Judy foi produzido por Joe Pasternak, que anteriormente havia ressuscitado a carreira de Marlene Dietrich, considerada um "veneno" de bilheteira. O filme foi um grande sucesso, destacando-se especialmente pelo número musical "Cuanto Le Gusta", interpretado por Carmen Miranda.
Thomas E. Breen foi inicialmente escalado para co-estrelar o filme ao lado de Jane Powell, enquanto Leslie Kardos estava designado como diretor. A atriz Selena Royle substituiu Mary Astor, que se retirou devido a problemas de saúde. A biografia do diretor Vincente Minnelli menciona que um número musical intitulado "Mulligatawny", criado por Stanley Donen, foi cortado da edição final do filme.
O roteiro se baseia em um programa de rádio transmitido de 1941 a 1949 na NBC e, em seguida, de 1949 a 1950 na ABC. A personagem "Judy Foster" foi interpretada no rádio por Dellie Ellis, Louise Erickson e Ann Gillis. Posteriormente, a atriz Patricia Crowley viveu "Judy Foster" na série de televisão homônima, exibida pela ABC entre 1951 e 1953.

## Números musicais
- Judaline — Jane Powell, Scotty Beckett e Quarteto
- Its a Most Unusual Day — Jane Powell
- I'm Strictly on the Corny Side — Jane Powell e Scotty Beckett
- Love Is Where You Find It — Jane Powell
- Its a Most Unusual Day — Elizabeth Taylor (Dublado por Jean McLaren)
- Swing Low, Sweet Chariot — Lillian Yarbo
- Smiling Through The Years — Jane Powell e George Cleveland
- Love Is Where You Find It (Reprise) — Jane Powell
- Home Sweet Home — Jane Powell, Jerry Hunter e Selena Royle
- Judaline (Reprise) — Scotty Beckett e Quarteto
- Cooking With Gas — Carmen Miranda com Xavier Cugat e sua Orquestra
- Marguerita — Xavier Cugat e sua Orquestra
- Cuanto La Gusta — Carmen Miranda e Xavier Cugat e sua Orquestra
- Its a Most Unusual Day (Reprise #2, Final) — Todo o elenco

## Lançamento
O filme estreou em 29 de julho de 1948 e foi lançado oficialmente nas salas de cinema em 5 de agosto de 1948, na cidade de Nova York.

## Bilheteria
Segundo os registros da MGM, o custo do filme foi cerca de US$ 1,3 milhões, enquanto um artigo da Variety indicou que o total foi de US$ 2 milhões. A Date with Judy arrecadou US$ 3,4 milhões apenas nos Estados Unidos e Canadá, além de outros US$ 1,1 milhões no restante do mundo, tornando-se um sucesso de bilheteira.

## Recepção da crítica

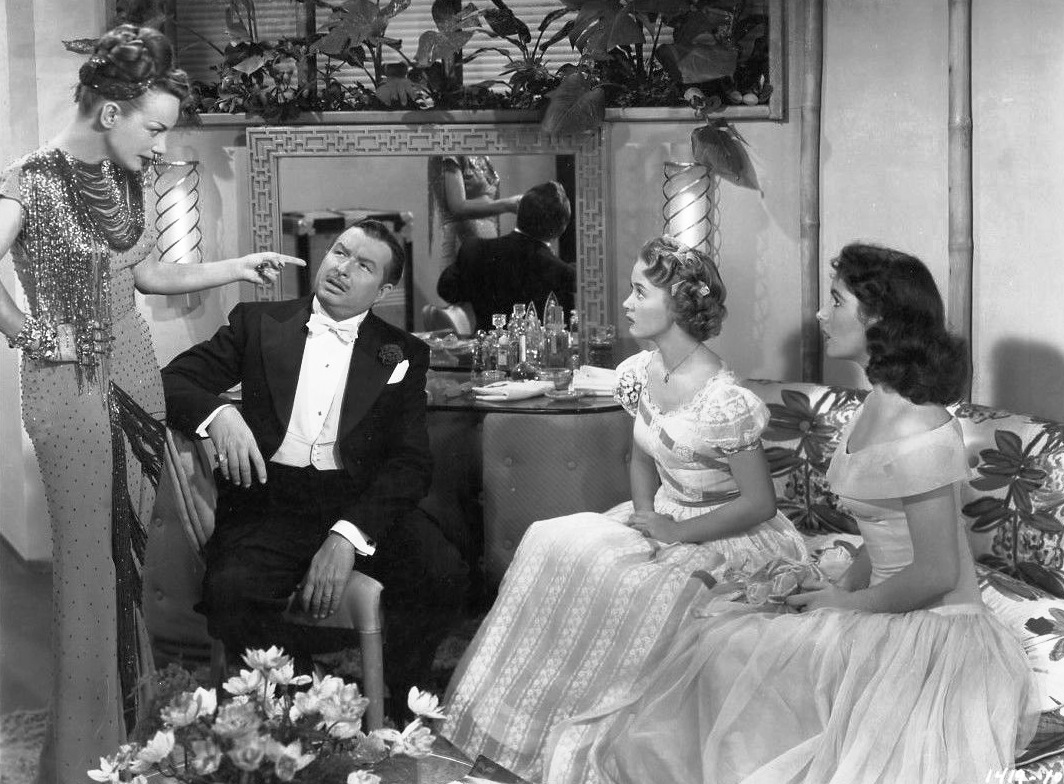
O elenco de A Date with Judy: Carmen Miranda, Xavier Cugat, Jane Powell e Elizabeth Taylor.

A crítica de Craig Butler sobre A Date with Judy descreve o filme como um musical leve e encantador, típico da Hollywood dos anos 1940 e 1950. Ele destaca o tom alegre e a estrutura simples da trama, que é exagerada e improvável, mas ainda assim consegue manter o ritmo. O diretor Richard Thorpe garante uma abordagem leve, enquanto a coreografia de Stanley Donen é rápida e criativa. Jane Powell é mencionada por sua energia exagerada, mas sua performance de "It's a Most Unusual Day" é elogiada. Elizabeth Taylor, embora deslumbrante, traz mais profundidade do que o papel exige, e Wallace Beery é descrito como cativante. Carmen Miranda também é mencionada por sua energia, especialmente em sua performance de "Cuanto Le Gusta". Apesar de ser datado e superficial em relação às atitudes sobre as mulheres, o filme ainda é considerado moderadamente divertido.
A crítica da Variety destaca o entusiasmo juvenil e o entretenimento leve de A Date with Judy, baseado nos personagens criados por Aleen Leslie. Jane Powell é elogiada por sua presença atraente, com destaque para suas performances vocais em cinco números e suas palhaçadas cômicas que impulsionam o enredo. O número "It's a Most Unusual Day", de Jimmy McHugh e Harold Adamson, é descrito como o destaque, sendo repetido no final. Carmen Miranda também é mencionada por sua energia habitual em "Cooking with Glass" e "Cuanto Le Gusta", deixando uma forte impressão.
Tony Sloman, do Radio Times, dá a A Date with Judy uma nota de 3 de 5 estrelas, considerando-o um musical encantador do melhor período da MGM, embora um pouco longo e piegas para os padrões atuais. Ele destaca a doce Jane Powell no papel principal e também elogia a oportunidade dada a Elizabeth Taylor de brilhar. Wallace Beery, embora no fim de sua carreira, ainda se destaca, apesar do Technicolor não favorecer sua aparência. Sloman também menciona que Beery consegue se apresentar ao lado de Carmen Miranda, e destaca o sucesso da música "It's a Most Unusual Day".
Na crítica para The New York Times, Thomas F. Brady observa que o filme segue fielmente as convenções estabelecidas por Hollywood para suas comédias adolescentes, mas, dentro desse formato familiar, e se mostra agradavelmente divertido. Ele reconhece que a fórmula da Metro-Goldwyn-Mayer para comédias desse tipo é eficaz, apesar de estar desgastada pelo uso contínuo ao longo dos anos. Brady conclui que o filme oferece um entretenimento de verão aceitável para aqueles que não estão excessivamente cansados das típicas tramas adolescentes e suas atitudes previsíveis.
Andrea Passafiume, do Turner Classic Movies, observa a transformação de Elizabeth Taylor de uma atriz juvenil para um símbolo sexual, interpretando uma "bad-girl" sensual, em contraste com a "boa garota" de Jane Powell. Ela destaca a amizade entre as duas atrizes e como Taylor aproveitou essa oportunidade para mudar sua imagem na tela, algo que foi crucial para sua carreira. O texto também elogia os números musicais do filme, como "It's a Most Unusual Day" e "Judaline", com Carmen Miranda se destacando como a professora de rumba Rosita, especialmente em sua performance de "Cuanto Le Gusta". Xavier Cugat também é mencionado, trazendo sua energia latina ao filme. Wallace Beery, no papel do pai de Judy, recebe críticas mistas de Powell, que o descreve como difícil de trabalhar, embora o respeitasse como ator.
No Rotten Tomatoes, o filme tem um índice de 57% de aprovação, com base em sete avaliações e uma nota média de 6,9/10.